# Balestrieri fiorentini
I balestrieri fiorentini erano cittadini addestrati come tiratori di balestra per difendere la Repubblica fiorentina.

## Storia

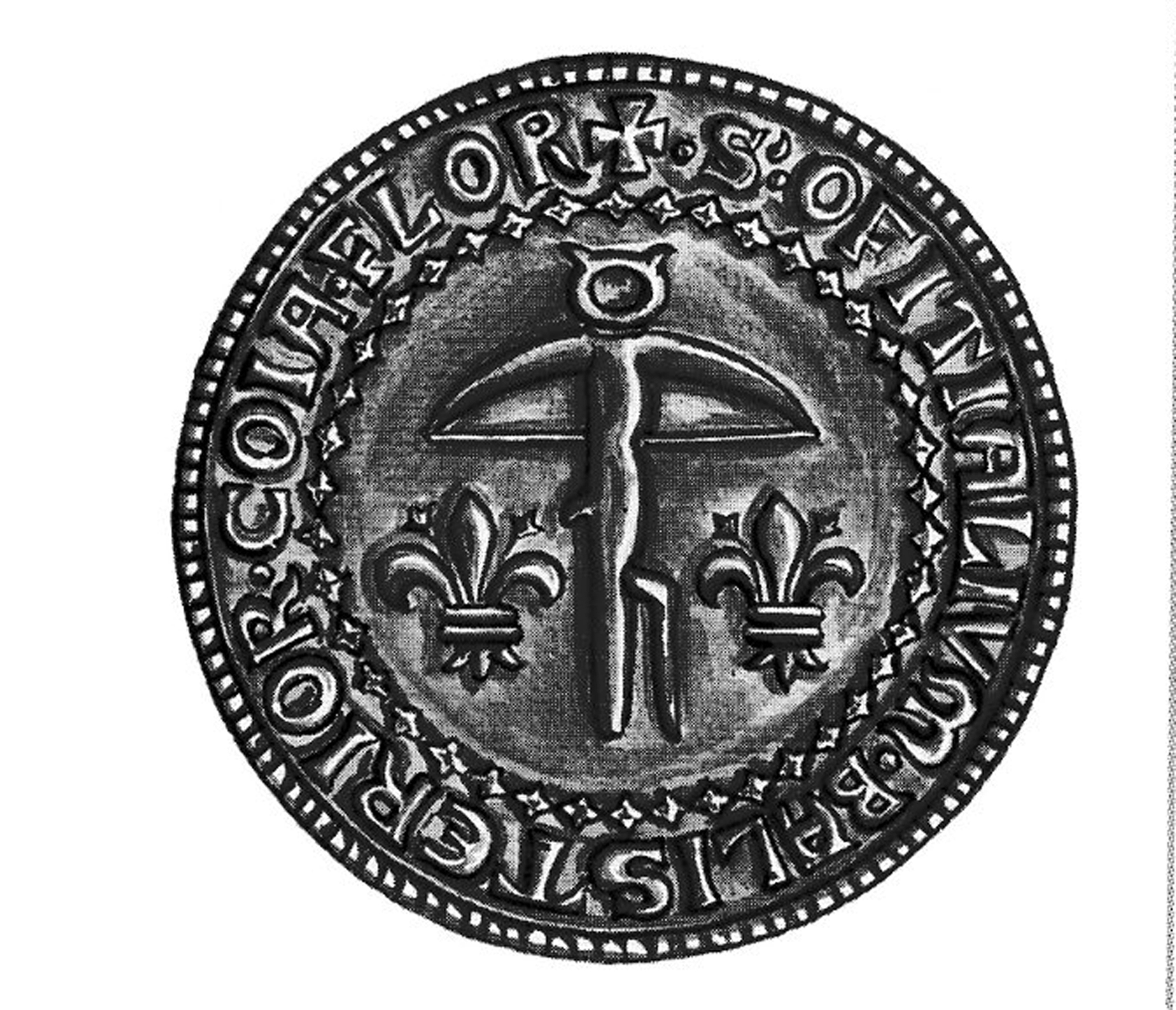
Sigillo in bronzo degli Ufficiali dei Balestrieri, fine del XIII secolo

Nei secoli XI e XII la balestra si diffuse rapidamente in tutta la penisola italiana; Firenze non fu da meno, tanto che già nel 1250, al tempo della riforma del primo popolo, abbiamo notizie scritte sulla presenza di balestrieri organizzati nella milizia comunale. In quella data infatti si ordina che ogni cittadino di età compresa tra i 15 e 70 anni deve essere iscritto in una delle compagnie militari della città. Ogni compagnia in caso di bisogno doveva almeno schierare:
20 balestre (di cui almeno 4 dovevano essere “grosse” cioè del tipo a due piedi o a tornio), 20 lance, 20 mannaie aretine; tutti gli altri si dovevano presentare armati al meglio.
Da quella data in poi i balestrieri rappresentano un punto di forza dell'esercito fiorentino. Numerosi balestrieri combatterono nella Battaglia di Montaperti (1260) e il loro contributo fu decisivo nella Battaglia di Campaldino (1289).
Nel corso del XIV secolo, attraverso varie “ordinanze”, il Comune si avvalse spesso di contingenti formati da cittadini armati di balestra per la difesa del territorio.
I balestrieri nell'anno 1356 descritti dallo storico Scipione Ammirato: “Ciascun capo chiamato allor conestabile havea sotto di sé un gonfalone et venticinque balestrieri. Per ciascun gonfalone faceano gli ufficiali fare un bello et nobil balestro con tre ricche ghiere; il quale, perché da alcun utile o da vaghezza d'honore fosse ciascuno tratto a divenire buon balestriere, era posto in premio, e in honore di quel balestriere della compagnia del gonfalone, che tre tratte saettando al bersaglio vincea gli altri.” Ammirato p.580
Nel 1357 il Comune di Firenze, sotto la minaccia delle milizie mercenarie del Conte di Landau, intenzionato ad invadere il contado fiorentino, schierò a protezione del valico appenninico dello Strale (nei pressi del Passo della Futa) ben 8000 uomini di cui 3000 erano balestrieri.
Nel 1378, all'indomani del Tumulto dei Ciompi, il governo popolare organizzò, in soli due giorni, una milizia di 1000 balestrieri.

## I balestrieri fiorentini oggi
Ai nostri giorni la Compagnia Balestrieri Fiorentini ha la sua sede al Baluardo a San Giorgio, ed è impegnata nella pratica e nella valorizzazione del tiro con la balestra, attività che implica, accanto a periodiche sedute d'allenamento, anche una fase di ricerca storica, di ricostruzione e di sperimentazione. La Compagnia Balestrieri Fiorentini promuove e partecipa a varie manifestazioni e gare di tiro con la balestra, sia a livello regionale, che nazionale, tra cui il Palio del Baluardo che si svolge tutti gli anni nel mese di maggio.
La Compagnia fa parte del Corteo del Calcio Storico Fiorentino ed è affiliata alla LITAB (Lega Italiana Tiro alla Balestra) organizzazione a livello nazionale che raccoglie circa 20 compagnie di altrettante città dove si pratica il tiro con la balestra tradizionale sia da banco che a braccio. Le balestre utilizzate dai Balestrieri Fiorentini sono fedeli ricostruzioni di balestri a leva del XVI secolo che, grazie al potente arco d'acciaio, sono in grado di scagliare dardi di 50/60 grammi di peso ad oltre 200 metri di distanza.
La compagnia è diretta da un capitano (maestro d'arme) coadiuvato da un sergente maggiore; durante il corteo accanto al capitano sfila il bandieraio con il vessillo della compagnia. I balestrieri indossano giubba rossa con polsini neri con cucito al petto della giubba l'emblema del gonfalone della Scala, pantaloni a tiracchie soppannati di bianco con berretta bianca. Oltre la balestra, portano alla cintura la scarsella e il turcasso con sopra dipinto il giglio, contenente i verrettoni. Il capitano è armato di spada e indossa una sciarpa di seta verde simbolo della milizia cittadina.

## Il Palio del baluardo
Il 16 maggio del 1527 i fiorentini cacciarono nuovamente i Medici e proclamarono la Repubblica che durerà fino al 12 agosto 1530, quando dopo quasi un anno d'assedio, furono costretti a capitolare alle milizie dell'Imperatore Carlo V. Si chiuse definitivamente la secolare esperienza di Firenze repubblicana e libera e iniziò il suo lento declino. Proprio per ricordare questa importante pagina della storia fiorentina, la terza domenica di maggio i Balestrieri Fiorentini organizzano il Palio del Baluardo, competizione a squadre di tiro con la balestra tradizionale.
Il Palio si disputa tra compagnie di balestrieri provenienti da varie regioni e vengono utilizzate balestre del tipo a braccio. La distanza di tiro è di 25 m ed il bersaglio è costituito da cerchi concentrici con punteggio da 2 a 30 punti. Ogni compagnia schiera 6 balestrieri che scagliano 3 dardi ciascuno. La compagnia che ottiene più punti si aggiudica il Palio.